# Chibi Japan Expo
Chibi Japan Expo（チビ・ジャパン・エキスポ）は、2007年11月にフランス、パリ郊外ヴィルパントのノールヴィルパント展示会場で最初に開催された日本の文化に関する博覧会。
第1回はパリ郊外のヴィルパントで行われたが、第2回からの3年間はパリ郊外のモントルイユで開催された。
Japan Expo同様、マンガ、アニメ、雑誌、フィギュア、ぬいぐるみや他の衣類やアクセサリーだけでなく、キャンディー、文化的なオブジェクトなど、多数の販売会が実施された。また、会議、サイン会、上映会、コンサートの他、武道、テレビゲーム、コスプレのショーも行われた。
2011年10月に予定されていた博覧会は、同日行われることになった第1回Japan Expo Centreのため、中止になった。

## 開催概要
| 回数  | 開催期間                 | 開催場所             | 日本からの主な招待客                                 |
| ----- | ------------------------ | -------------------- | ---------------------------------------------------- |
| 第1回 | 2007年11月2日 - 4日      | パリ郊外ヴィルパント | Plastic Tree                                         |
| 第2回 | 2008年10月31日 - 11月2日 | パリ郊外モントルイユ | 大葉健二、AciD FLavoR、Aoi、JAM Project、Jelly Beans |
| 第3回 | 2009年10月30日 - 11月1日 | パリ郊外モントルイユ | コザキユースケ、葉月京、HANGRY&ANGRY、Jelly Beans    |
| 第4回 | 2010年10月29日 - 31日    | パリ郊外モントルイユ | MEG、有希                                            |